# Lori Ostlund
Lori Ostlund (geboren 1965) ist eine amerikanische Schriftstellerin. Sie wurde bekannt durch ihre Kurzgeschichtensammlung The Bigness of the World und ihren Roman After the Parade.

## Leben
Lori Ostlund schloss ihr Studium mit einem M.A. an der Minnesota State University Moorhead und an der University of New Mexico ab. Nach dem Studium unterrichtete sie Englisch in New Mexico, Spanien und Malaysia und arbeitete als Antiquitätenhändlerin. Heute unterrichtet sie am The Art Institute of California in San Francisco, wo sie auch lebt.

## Auszeichnungen
- 2008: Flannery O’Connor Award for Short Fiction
- 2009: Jaffe Foundation Writer’s Award
- 2010: California Book Award
- 2010: Edmund White Award

## Werke
- The Bigness of the World: Stories. University of Georgia Press 2009
- After the Parade: A novel., Scribner 2015;
  - Deutsche Erstausgabe: Das Leben ist ein merkwürdiger Ort. Aus dem amerikanischen Englisch von Pieke Biermann. dtv, München 2016, ISBN 978-3-423-28077-8